# George Howe
George Howe (Worcester, 17 giugno 1886 – 16 aprile 1955) è stato un architetto statunitense, un pioniere del movimento moderno, associabile a vari progetti CIA.

## Biografia
Aveva studiato in Svizzera e nel New England (1896-1900), Groton School (Connecticut)(1900-1904), Harvard, Massachusetts  (1904-1907) dove si era diplomato in arte. Trasferitosi a Parigi, dove lavorò come disegnatore presso lo studio di Victor Laloux, nel 1912 si laurea in architettura presso l'École des Beaux-Arts. Dal 1913 al 1916 aveva lavorato nello studio di Filadelfia di Furness, Evans & Co.. Dopo il 1916 aprì il suo studio con i partners Mellor e Meigs, con i quali collaborò fino al 1928. 
Nel 1929 Howe iniziò il sodalizio con William Lescaze, un architetto più giovane di lui di dieci anni; ne apprezzò l'ardore eversivo e volle soddisfarlo col suo prestigio sociale. Nel 1930 i due architetti furono invitati a proporre una configurazione ideale per il nuovo edificio per il Museum of Modern Art di New York, in quell'occasione produssero diversi schemi, trovando varie soluzioni per portare luce nelle gallerie. Tuttavia la loro realizzazione più importante fu il geniale edificio della Philadelphia Saving Fund Society Buiding del 1932, a Filadelfia, la struttura che progettarono non è considerata solo la cosa più bella dello skyline di Filadelfia ma anche il più grande grattacielo dell'International Style in America.
Ma questa stagione culminante dei due architetti durò appena 4 anni, Howe tentò una nuova collaborazione con Oskar Stonorov e Louis Kahn, ma ben presto si ritirò dal professionismo.
Howe era amico di Franklin Delano Roosevelt e gli inviò un messaggio poi pubblicato nell'articolo Master plans for master politicians. Nel 1942 diresse la Public Building Administration e la federal Works Agency ed infine divenne preside della facoltà di Yale University.